# Chełm
Pour les articles homonymes, voir Chełm (homonymie).
Chełm (en ukrainien : Холм, Kholm) est une ville de la voïvodie de Lublin, dans le Sud-Est de la Pologne.
Chełm est une ville-powiat, chef-lieu du powiat de Chełm sans se trouver sur son territoire.
Sa population s'élevait à 65 634 habitants en 2013.

## Histoire
La population ukrainienne fut majoritairement déplacée, volontairement ou sous la contrainte, vers l'Ukraine soviétique de l'automne 1944 à 1946.
En 2024, lors de fouilles archéologiques près de la cathédrale, une sépulture révèle les squelettes de deux enfants, dont l'un d'eux avait été décapité et son crâne déposé face contre terre sur une pierre, pouvant laisser penser à un rituel « anti-vampire », ou en lien avec des croyances surnaturelles. 

### Transport
Chelm a plusieurs gares : gare centrale de Chełm, Chełm-Est (pl) et Zawadowka.

## Personnalités liées à la ville
- Elijah Ba'al Shem of Chelm, rabbin juif notable ;
- Ida Haendel (1923-2020), violoniste classique ;
- Mykhailo Hrushevsky, historien et homme politique ukrainien ;
- Renata Reisfeld, chimiste israélienne ;
- Joseph Serchuk, survivant du soulèvement de Sobibór et partisan juif ;
- Seweryn Szrajer (1899-1947), peintre polonais ;
- Józef Szydłowski, concepteur de moteurs d'avion ;
- Szmul Zygielbojm, homme politique polonais, militant du Bund ;
- Kliment Red'ko, artiste.

## Relations internationales

### Jumelages
- Kovel (Ukraine)
- Morlaix (France)
- Utena (Lituanie)
- Sindelfingen (Allemagne)
- Knoxville (États-Unis)

### Articles liés
- Galicie
- Chelm (folklore)